# UCI Oceania Tour 2017
Die UCI Oceania Tour 2017 ist die 13. Austragung des zur Saison 2005 vom Weltradsportverband UCI eingeführten ozeanischen Straßenradsport-Kalenders unterhalb der UCI WorldTour, der zu den UCI Continental Circuits für Männer gehört.
Die Eintagesrennen und Etappenrennen sind in drei UCI-Kategorien (HC, 1 und 2) eingeteilt. Bei jedem Rennen werden Punkte für eine Gesamtwertung der Fahrer, Mannschaften und Nationen vergeben. An der Mannschaftswertung nehmen die Professional Continental Teams und die Continental Teams teil, nicht jedoch die startenden UCI WorldTeams. An der Nationenwertung nehmen nur die Nationen des Kontinents teil, gezählt werden aber die Ergebnisse aller Circuits.

Zu den Regeln der einzelnen Ranglisten: 

## Januar
| Datum   | Rennen                    | Kat. | Sieger        | Team                              |
| ------- | ------------------------- | ---- | ------------- | --------------------------------- |
| 22.–26. | New Zealand Cycle Classic | 2.2  | Joseph Cooper | IsoWhey Sports SwissWellness team |

## Februar
| Datum | Rennen          | Kat. | Sieger        | Team        |
| ----- | --------------- | ---- | ------------- | ----------- |
| 1.–5. | Herald Sun Tour | 2.1  | Damien Howson | Orica-Scott |

## März
| Datum | Rennen                                   | Kat. | Sieger    | Team       |
| ----- | ---------------------------------------- | ---- | --------- | ---------- |
| 9.    | Ozeanienmeisterschaft – Einzelzeitfahren | CC   | Sean Lake | Australien |
| 11.   | Ozeanienmeisterschaft – Straßenrennen    | CC   | Sean Lake | Australien |

## Gesamtwertung
(Endstand: 4. März 2017)
| Platz | Fahrer         |            | Team | Punkte |
| ----- | -------------- | ---------- | ---- | ------ |
| 1.    | Lucas Hamilton | Australien | MTS  | 285    |
| 2.    | Michael Storer | Australien |      | 260    |
| 3.    | Jai Hindley    | Australien | MTS  | 240    |
| 4.    | Sean Lake      | Australien | IWS  | 198    |
| 5.    | Damien Howson  | Australien | ORS  | 155    |

| Platz | Team                                  |                     | Punkte |
| ----- | ------------------------------------- | ------------------- | ------ |
| 1.    | Mitchelton Scott                      | China Volksrepublik | 655    |
| 2.    | Isowhey Sports Swisswellness          | Australien          | 517    |
| 3.    | Drapac-Pat's Veg Holistic Development | Australien          | 211    |
| 4.    | St. George Continental                | Australien          | 126    |
| 5.    | Team Sapura                           | Malaysia            | 121    |

| Platz | Nation     | Punkte |
| ----- | ---------- | ------ |
| 1.    | Australien | 2519   |
| 2.    | Neuseeland | 956    |